# Église San Pantaleo
L'église San Pantaleo (en français : église Saint-Pantaléon) est une église romaine située dans le rione de Parione sur la piazza San Pantaleo et dédiée à Pantaléon de Nicomédie, martyr du IVe siècle.

## Historique
Les origines de l'église remontent au moins au XIIe siècle avec sa consacration sous ce nom par le pape Honorius III. En 1621, l'église est allouée à Joseph Calasanz et aux prêtres de l'ordre des Clercs des écoles pies qui l'occupent toujours. Après plusieurs restaurations au cours des siècles, elle est totalement reconstruite en 1681 sur les plans de l'architecte Antonio de Rossi et sa façade actuelle est édifiée au XIXe siècle par Giuseppe Valadier.

## Architecture
L'église possède une nef unique avec deux chapelles latérales par côtés. Elle héberge des œuvres de :
- Filippo Gherardi avec le Triomphe du nom de Maris, fresques de la voûte.
- Sebastiano Ricci avec la Mort de Saint-Joseph (1690) dans la deuxième chapelle à droite.
- Pomarancio, avec la fresque des Saints Justes et Pasteur dans le passage qui mène à la sacristie.

Par ailleurs, les restes de Joseph Calasanz sont dans une urne du maître-autel.

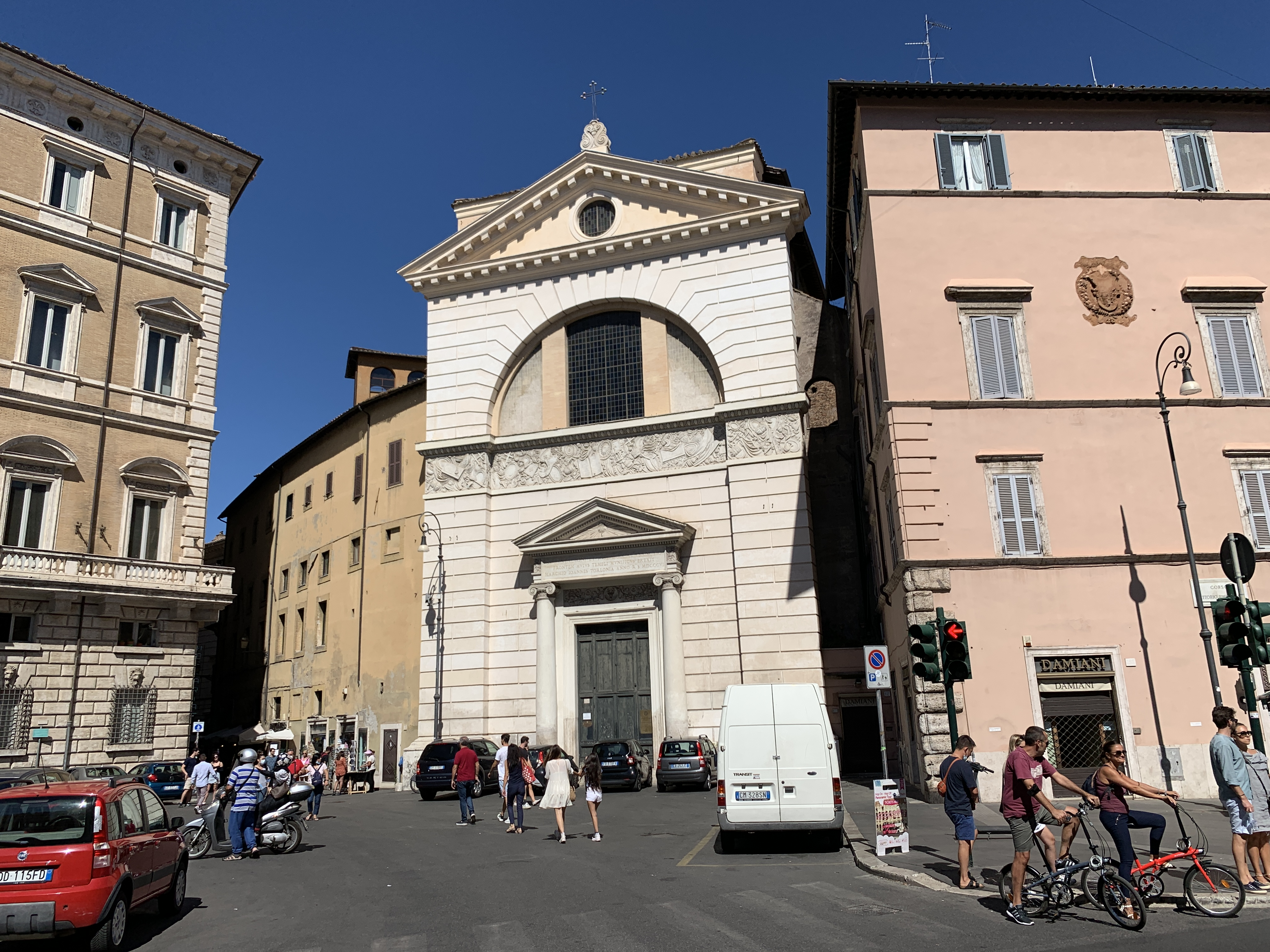
vue d'ensemble.
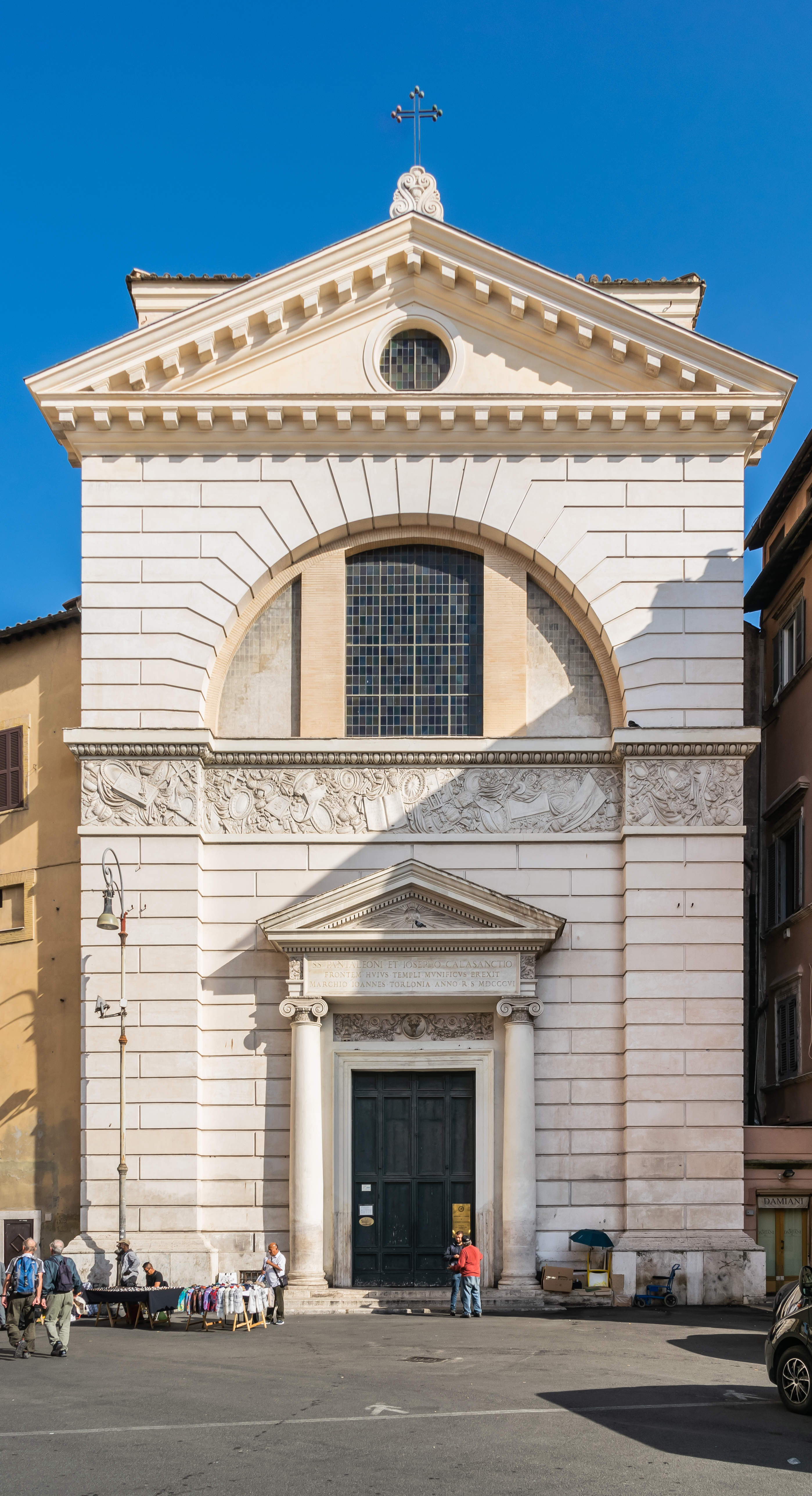
La façade néo classique.
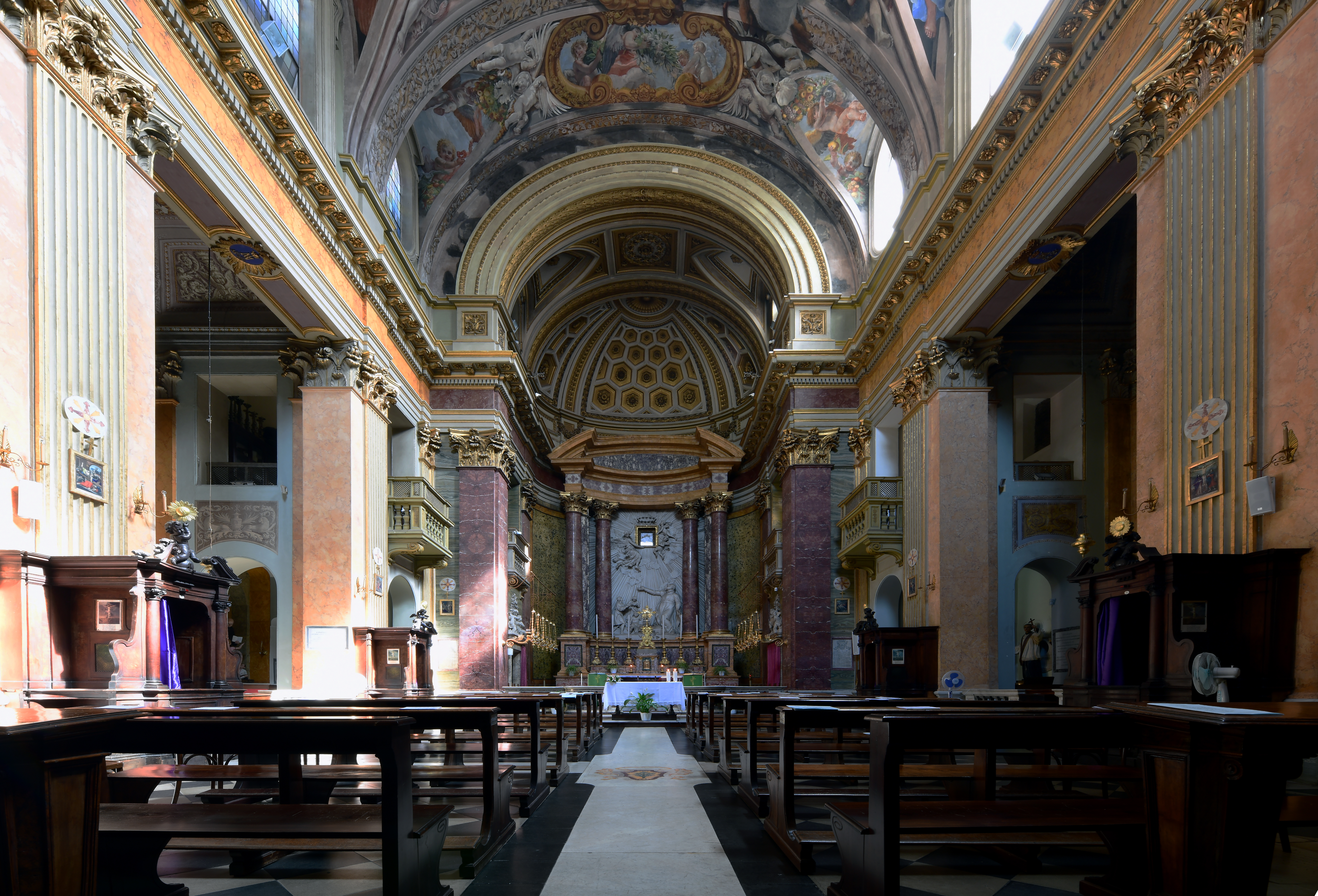
La nef de San Pataleo.
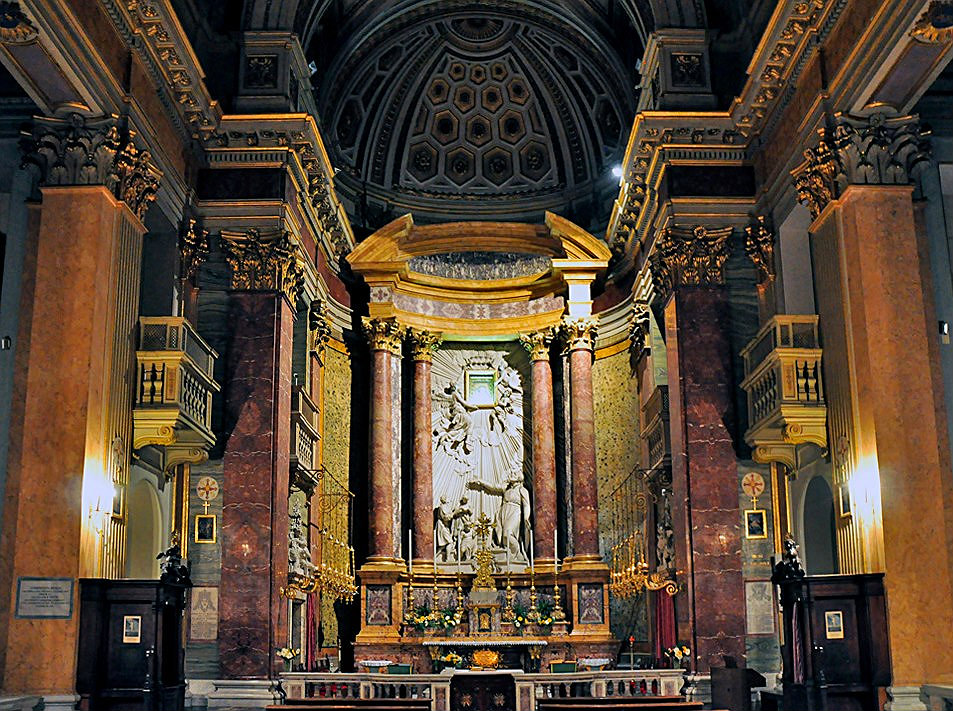
Le chœur.

## Source
- Le Chiese di Roma, de C. Rendina, éditeurs Newton & Compton, Milan 2000, p. 279